# 도수 분포
통계학에서 도수 분포(度數分布, frequency distribution)는 표본의 다양한 산출 분포를 보여주는 목록, 표, 그래프이다. 표에 들어가는 각 항목은 특정 그룹이나 주기 안에 값이 발생한 빈도나 횟수를 포함하고 있으며 이러한 방식으로 표는 표본 값의 분포를 요약한다.

## 단변량 분포표
아래는 단변량(하나의 변수) 분포표의 예를 든 것이다. 설문조사 질문의 각 응답의 분포가 묘사되어 있다.
| 순위 | 동의 정도               | 숫자 |
| ---- | ----------------------- | ---- |
| 1    | 강력히 동의             | 20   |
| 2    | 어느 정도 동의          | 30   |
| 3    | 확실하지 않음           | 20   |
| 4    | 어느 정도 동의하지 않음 | 15   |
| 5    | 강력히 동의하지 않음    | 15   |

다른 도표 작성 스킴은 값들을 여러 상자에 종합시키며 각 상자는 일정한 범위의 값들을 포함하고 있다. 이를테면 한 학급의 학생들의 키는 다음의 분포표로 정리할 수 있다.
| 키 범위      | 학생 수 | 종합 숫자 |
| ------------ | ------- | --------- |
| 5피트 미만   | 25      | 25        |
| 5.0-5.5 피트 | 35      | 60        |
| 5.5–6.0 피트 | 20      | 80        |
| 6.0–6.5 피트 | 20      | 100       |

도수 분포는 상호 배타적 클래스들로 나뉘는 데이터와 클래스 내 발생 건수를 그룹화시켜서 요약해 보여준다. 특히 선거, 특정 지역 거주자의 수입, 특정 기간 내의 제품 판매량, 졸업생들의 학자금 대출의 양 등의 정리되지 않은 데이터를 보여주는 방법의 하나이다. 도수 분포에 사용할 수 있는 그래프 중에는 히스토그램, 라인 차트, 막대 그래프, 원그래프가 있다.  도수 분포는 양적, 질적 데이터에 모두 사용된다.

## 같이 보기
- 중심경향치
- 누적 분포 함수
- 빈도분석